# Urnenfriedhof Gerichtstraße

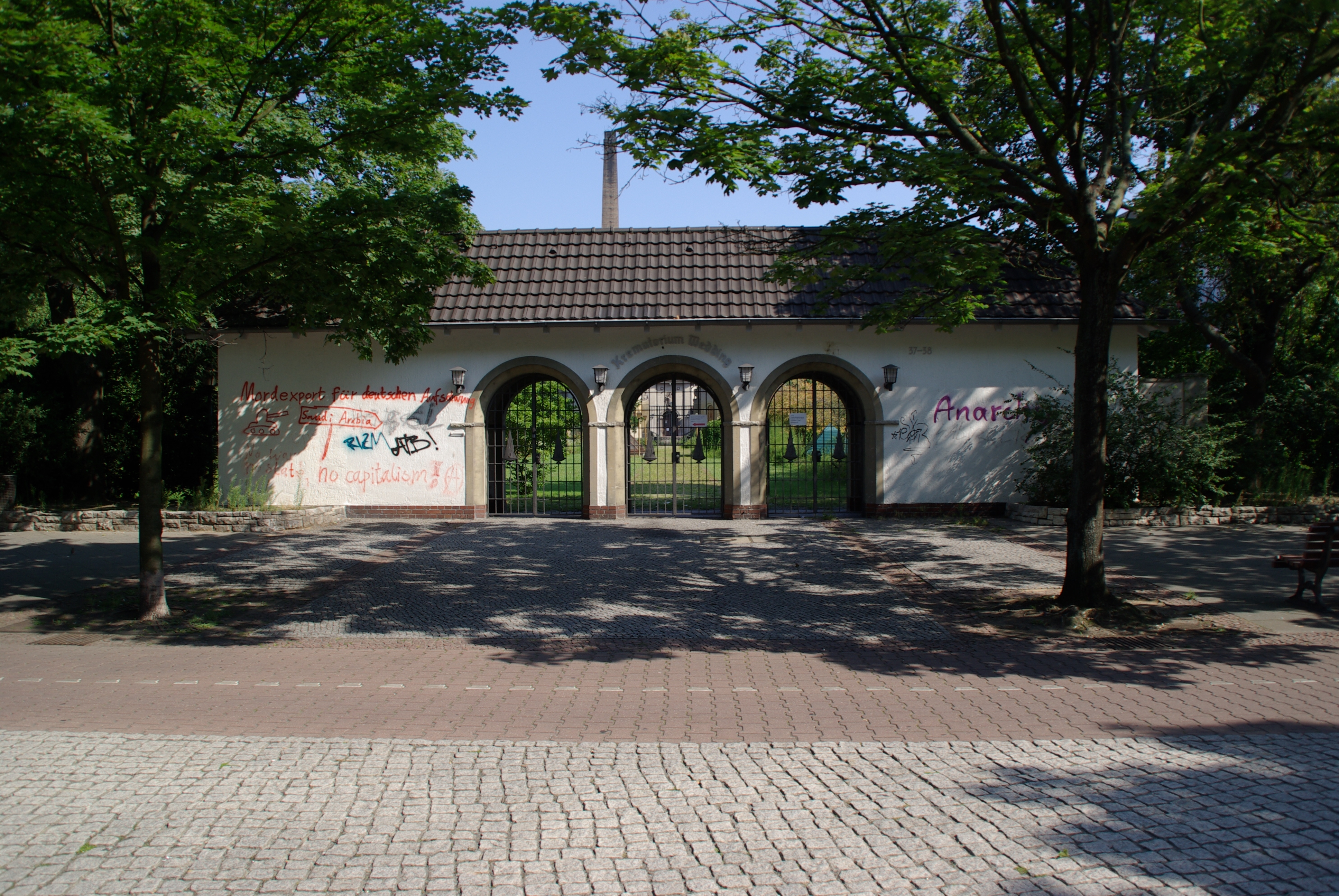
Eingang des Friedhofs

Der Urnenfriedhof Wedding ist ein Friedhof im Berliner Ortsteil Wedding des Bezirks Mitte, Gerichtstraße 37/38. Der Friedhof wird begrenzt durch Gerichtstraße, Adolfstraße, Plantagenstraße und Ruheplatzstraße. Der Friedhof und das dort befindliche ehemalige Krematorium Wedding (in Betrieb von 1912 bis 2001) stehen unter Denkmalschutz.

## Geschichte

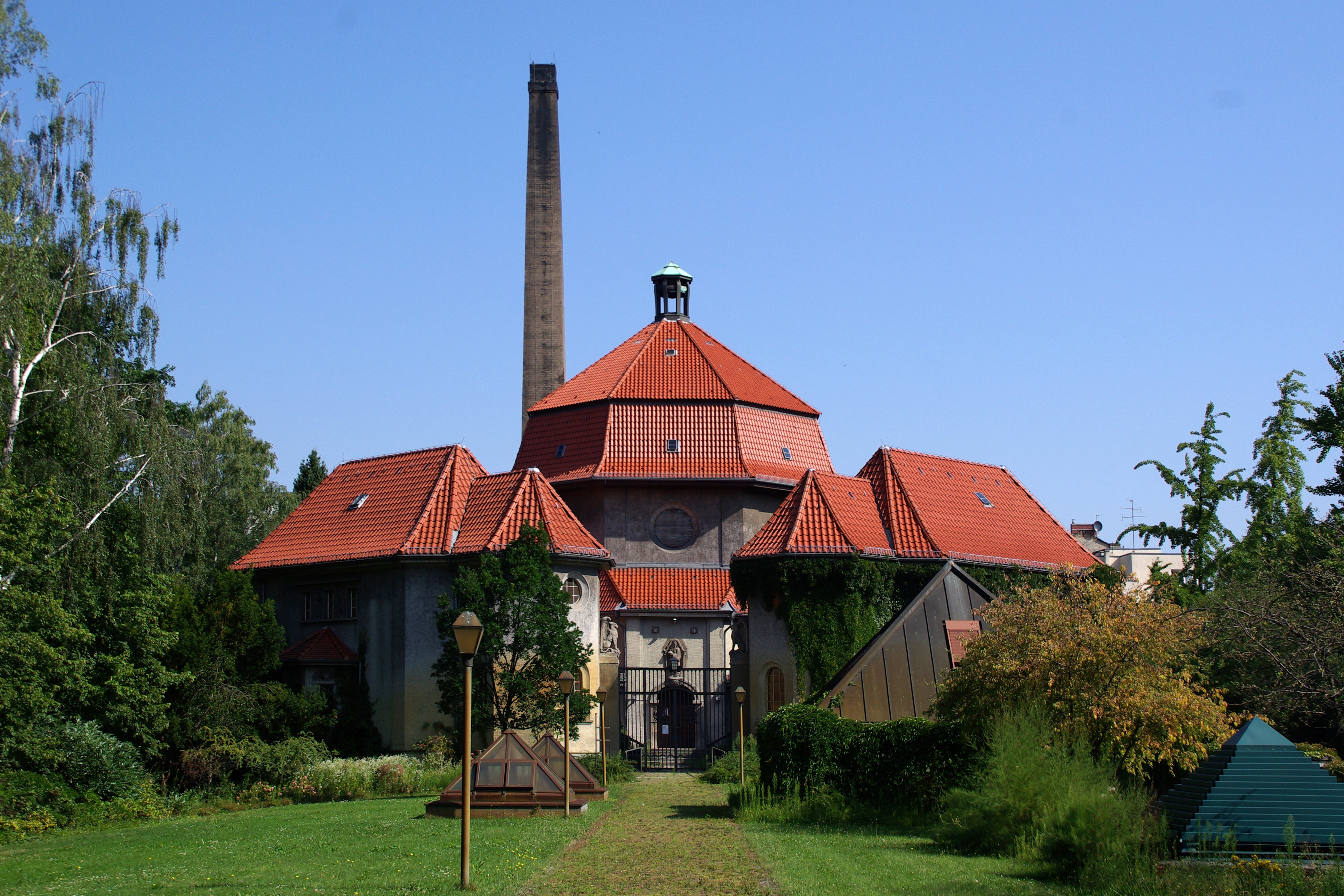
Krematorium Wedding

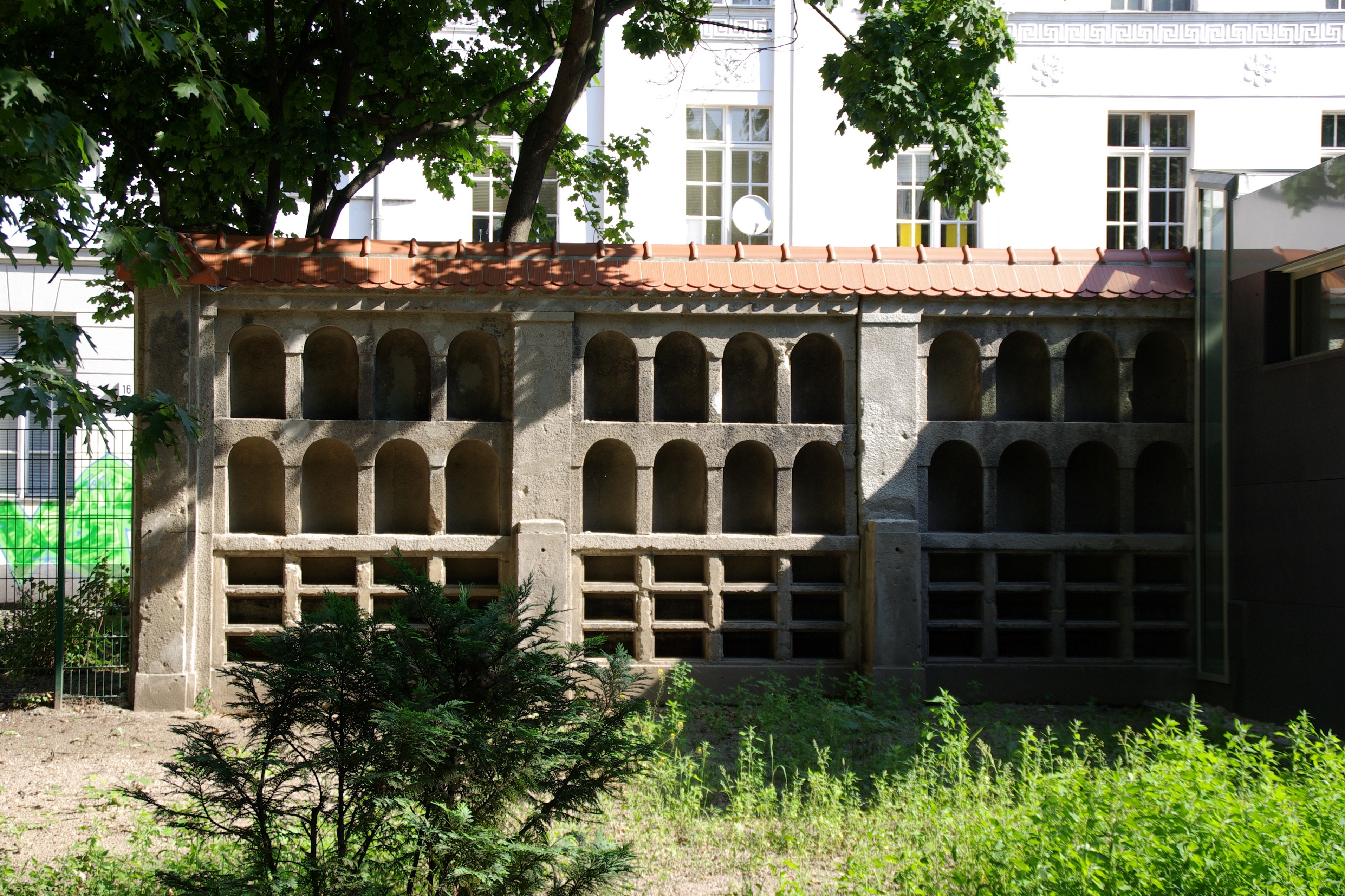
Kolumbarium

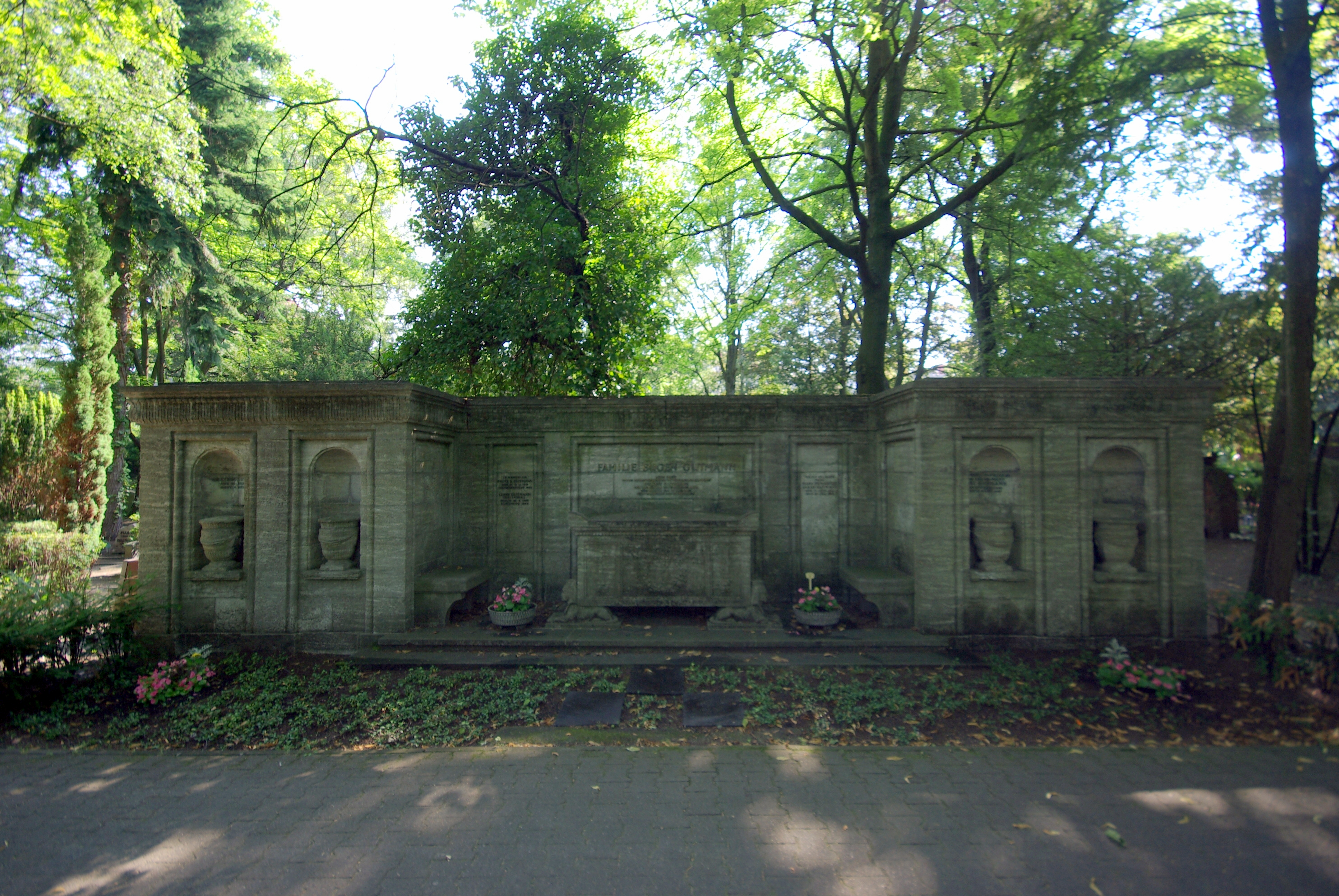
Grabmal der Familie Gutmann

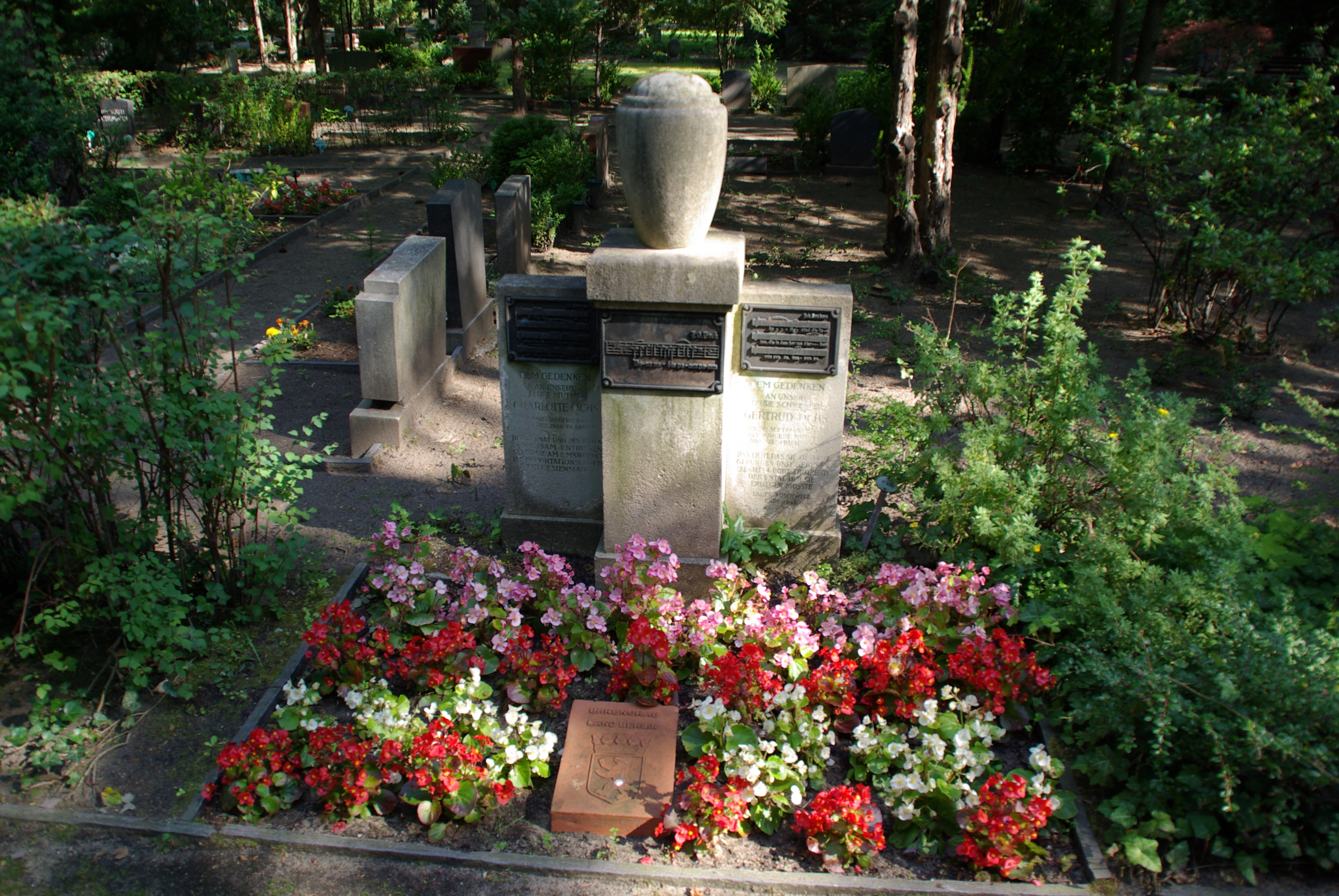
Ehrengrab von Siegfried Ochs

An dem Standort des heutigen Urnenfriedhofs befand sich der erste von der Stadt Berlin angelegte Friedhof. Dieser Friedhof wurde 1828 eingeweiht und 1831 das erste Mal erweitert. Im Jahr 1879 wurde der Friedhof wegen Vollbelegung geschlossen. Ab 1903 wurde ein Teil des Friedhofs in einen Park umgewandelt. 
Im Jahr 1911 wurde in Preußen die Feuerbestattung gesetzlich erlaubt. Der Berliner Verein für Feuerbestattung hatte bereits vorher eine Urnenhalle auf dem Friedhof errichtet. Aus dieser Urnenhalle entstand 1912 das erste Krematorium Berlins. Im gleichen Jahr wurde der Friedhof umgestaltet.
Das Wegesystem ist noch das gleiche wie das des alten Friedhofs. Im Zweiten Weltkrieg wurde ein großer Teil des Baumbestands zerstört. Der westliche Teil des Friedhofs wurde 1964 landschaftlich gestaltet, es blieben nur wenige Erbbegräbnisse übrig. Hier befindet sich auch das Grab des Bildhauers Louis Tuaillon. Die Stele auf seinem Grab wurde wahrscheinlich nach einem eigenen Entwurf gefertigt. 

## Krematorium
Das Krematorium Wedding wurde von 1909 bis 1910 von William Müller erbaut. Eröffnet wurde es im Jahr 1912 als städtische Einrichtung, nachdem im Jahr zuvor in Preußen die Feuerbestattung gesetzlich erlaubt worden war. Die Urnenhalle wurde im neoklassizistischen Stil erbaut, es finden sich aber auch frühchristliche Bauformen. Die achteckige Halle ist 17 Meter hoch und hat ein Mansarddach. Die Laterne auf dem Dach ist die Mündung des Schornsteins. Die Flügelbauten wurden von 1913 bis 1915 von Hermann Jansen, einem Mitarbeiter von William Müller, der 1913 gestorben war, errichtet. Sie bilden einen achteckigen Vorhof und dienten als Kolumbarium. 
1937 entstand der Haupteingang zum Krematorium, eine Halle mit dreifacher Bogenstellung. Ida Siekmann, das erste Opfer der Berliner Mauer, wurde hier eingeäschert und auf dem Urnenfriedhof Seestraße beigesetzt.
Als die West-Berliner Krematorien Wilmersdorf und Wedding ab den 1960er Jahren an ihre Kapazitätsgrenzen stießen, entschloss sich der Berliner Senat zum Bau einer weiteren Feuerbestattungsanlage, die 1975 als Krematorium Ruhleben in Betrieb genommen wurde.
Im Jahr 1991 wurde der Eingangsbereich des Krematoriums Wedding verändert.
Nach Modernisierungen und Erweiterungen zwischen 1998 und 2000 ließ die Stadt das Krematorium Wedding Ende 2001 schließen und zum Verkauf ausschreiben. Den Zuschlag erhielt das Silent-Green-Kulturquartier mit seinem Konzept für eine kulturelle Nutzung des Bauensembles.

## Gräber
Auf dem Friedhof sind bedeutende Berliner Persönlichkeiten begraben.

### Ehrengräber
- Siegfried Ochs, Gründer des Philharmonischen Chores
- Hugo Preuß, preußischer Innenminister und Schöpfer der Weimarer Verfassung
- Louis Tuaillon, Bildhauer
- August von Wassermann, Mediziner, entwickelte den Wassermann-Test, ein Verfahren zum Nachweis der Syphilis
- Emanuel Mendel, Neurologe und Psychiater sowie Politiker
- Emil Meyer, Stadtältester
- Max Sievers, Vorsitzender des Deutschen Freidenker-Verbandes und Widerstandskämpfer

### Weitere bemerkenswerte Gräber
- Am Hauptweg befindet sich das Grabmal der Bankiersfamilie Gutmann. Das bekannteste Mitglied der Familie war Eugen Gutmann, Gründer der Dresdner Bank. Das Denkmal wurde 1916 im neoklassizistischen Stil nach Entwurf des Architekten Franz Seeck errichtet. Im Mittelteil befindet sich ein Kenotaph, in den Seitenwänden befinden sich Nischen mit den Urnen.
- Das Erbbegräbnis der Familie Rudolf Conrad schuf der Bildhauer Wagner-Teichen. Das Grabmal zeigt eine Trauernde aus Bronze vor einer dreiteiligen Grabwand.
- Das Grabstätte für Carl und Johanna Borchert wurde 1915 errichtet. Das Grabmal besteht aus vier dorischen Säulen, in der Mitte befindet sich eine Stele. Vor der Stele steht auf einem Sockel eine Urne.

Die Kolumbariumwand wurde 1922 bis 1924 errichtet, sie liegt an der Seite zur Plantagenstraße. Es ist die einzige Kolumbariumwand in dieser Form auf einem Berliner Friedhof. Die Wand ist aus Kunststein erstellt worden und durch Pfeilerpodeste und Pergolen gegliedert. Die freistehenden Urnennischen sind heute nicht mehr belegt. In einem überdachten Teil wird die Wand noch belegt.